# Chaetodipus penicillatus
Chaetodipus penicillatus és una espècie de mamífer rosegador de la família dels heteròmids. Viu als deserts de Mèxic i els Estats Units. Els seus hàbitats naturals són els matollars de governadora i les zones inundables vorejades per arbres petits, on evita els sòls rocosos. És una espècie en risc mínim, és a dir, no sembla que hi hagi cap amenaça significativa per a la seva supervivència.